# 鲁斯兰·哈吉耶夫
鲁斯兰·哈吉耶维奇·哈吉耶夫（羅馬化：Ruslan Gadzhiyevich Gadzhiyev；1978年8月29日—）是俄罗斯政治家，第八届国家杜马代表。
1999年从莫斯科国立大学法学院毕业后，哈吉耶夫在检察官办公室和税务管理部门工作了十多年。随后，他被任命为莫斯科工业发展基金副主任。自2021年9月起，他担任鞑靼斯坦选区第八届国家杜马代表。

## 制裁
哈吉耶夫于2022年因俄乌战争而受到英国政府和美国财政部制裁。